# Oleksandr Polyvoda
Oleksandr Mychajlovytsj Polyvoda (Oekraïens: Олександр Михайлович Поливода) (Charkov, 31 maart 1987) is een Oekraïens voormalig wielrenner die meerdere jaren nationaal kampioen werd.

## Overwinningen
2013
5e etappe Ronde van het Qinghaimeer
2014
Bergklassement Paris-Arras Tour
2e etappe Ronde van Slowakije
Eindklassement Ronde van Slowakije
1e etappe Ronde van het Qinghaimeer
2015
1e etappe Ronde van Mersin
Eindklassement Ronde van Mersin
3e etappe Vijf ringen van Moskou
Eindklassement Vijf ringen van Moskou
Horizon Park Race Maidan
3e etappe Ronde van het Qinghaimeer
Odessa Grand Prix 1
2016
1e etappe Szlakiem Grodów Piastowskich
Eindklassement Szlakiem Grodów Piastowskich
 Oekraïens kampioen op de weg, Elite
4e etappe Ronde van Bulgarije
2017
2e etappe Ronde van Azerbeidzjan
2e etappe Ronde van Oekraïne (ploegentijdrit)
 Oekraïens kampioen tijdrijden, Elite
8e en 9e etappe Ronde van het Qinghaimeer
2e etappe Ronde van Xingtai
2018
 Oekraïens kampioen op de weg, Elite
2e etappe Ronde van Singkarak
Berg- en puntenklassement Ronde van Singkarak

## Resultaten in voornaamste wedstrijden
| Jaar |  | WK op de weg |
| ---- |  | ------------ |
| 2012 |  | 87e          |
| 2013 |  |              |
| 2014 |  | opgave       |
| 2015 |  | opgave       |

## Ploegen
- 2007 –  ISD-Sport-Donetsk
- 2013 –  Atlas Personal-Jakroo
- 2014 –  Kolss Cycling Team
- 2015 –  Kolss-BDC Team
- 2016 –  Kolss-BDC Team
- 2017 –  Kolss Cycling Team
- 2018 –  Synergy Baku Cycling Project (t/m 20-06)
- 2018 –  Ningxia Sports Lottery-Livall Cycling team (vanaf 03-07)
- 2019 –  Ningxia Sports Lottery-Livall Cycling team
- 2020 –  SSOIS Miogee Cycling Team

Asanov · Cəbrayılov · Əlizadə · Əsədov · Mikayılzadə · Polivoda · Pozdnjakov · Qəhrəmanlı · Rumac · Səfərli · Şirəliyev · Vəliyev